# Drew Goddard
Andrew Brion Hogan (Drew) Goddard (Houston, 26 februari 1975) is een Amerikaans film- en televisiescenarist en regisseur.

## Carrière
Drew Goddard werd in 1975 geboren in Houston, Texas als de zoon van onderwijzeres Colleen Mary Hogan en dokter Laurence Woodbury Goddard, maar groeide op in Los Alamos, New Mexico. Aan het begin van de 21e eeuw startte hij zijn carrière als scenarist. Hij maakte deel uit van de schrijversstaf van de fantasyseries Buffy the Vampire Slayer en Angel, die beide bedacht werden door Joss Whedon. 
Vanaf 2005 werkte Goddard meermaals samen met J.J. Abrams. Hij schreef verscheidene afleveringen voor de series Alias en Lost en schreef daarnaast ook het script voor de monsterfilm Cloverfield, waarvan Abrams de producent was.
In 2012 maakte Goddard zijn regiedebuut met de horrorfilm The Cabin in the Woods, waarvoor hij samen met Whedon het scenario had geschreven. Een jaar later schreef hij ook script voor de boekverfilming World War Z. De film, die door Marc Forster geregisseerd werd, bracht meer dan 500 miljoen dollar op. In 2015 vormde Goddard met The Martian een ander populair boek om tot een filmscenario.
Nadat eerder ook al Whedon door Marvel was ingeschakeld om de Marvel Cinematic Universe verder uit te breiden, werd in december 2013 ook Goddard benaderd. Hij ontwikkelde voor Marvel het eerste seizoen van de tv-serie Daredevil, maar verliet de productie na enkele maanden omdat hij van Sony Pictures de kans kreeg om een film over de Sinister Six te regisseren. Bij de Daredevil-productie werd hij als showrunner opgevolgd door Steven S. DeKnight.

## Filmografie

### Films

#### Als scenarist
- Cloverfield (2008)
- The Cabin in the Woods (2012)
- World War Z (2013)
- The Martian (2015)
- Bad Times at the El Royale  (2018)

#### Als regisseur
- The Cabin in the Woods (2012)
- Bad Times at the El Royale  (2018)

### Televisie

#### Als scenarist
- Buffy the Vampire Slayer (2002–2003) (5 afleveringen)
- Angel (2003–2004) (5 afleveringen)
- Alias (2005–2006) (5 afleveringen)
- Lost (2005–2008) (9 afleveringen)
- Lost: Missing Pieces (2008) (2 afleveringen)
- Daredevil (2015) (2 afleveringen)
- The Defenders (2017) (1 aflevering)